# Osmoxylon rectibrachiatum
Osmoxylon rectibrachiatum är en araliaväxtart som beskrevs av Barry John Conn och David Frodin. Osmoxylon rectibrachiatum ingår i släktet Osmoxylon och familjen Araliaceae. Inga underarter finns listade.